# Радісне (Довжанський район)
Раді́сне (до 1966 року — село Петрівка) — село в Україні, у Сорокинській міській громаді Довжанського району Луганської області. З 2014 року під контролем незаконних збройних формувань. Населення становить 92 осіб.

## Географія
Географічні координати: 48°27' пн. ш. 39°45' сх. д. Часовий пояс — UTC+2. Загальна площа села — 1,4 км².
Село розташоване у східній частині Донбасу за 12 км від села Білоскелювате. Через село протікає річка Біленька.

## Історія
Засноване приблизно у 1890 році під назвою село Петрівка поблизу маленької річки Біленька, яка впадає в Сіверський Донець, за прізвищем пана Петрова. Сюди переселялися люди з Полтавщини, Чернігівщини, а також запорізькі і донські козаки.
У 1930-х утворений колгосп, де працювали тракторна бригада, кузня, а також ферми з коровами, конями та свинями.
У лютому 1943 року під час звільнення Радісного від німецьких військ відбувалися жорстокі бої. З 2014 р. знаходиться під контролем незаконних збройних формувань.
12 червня 2020 року, відповідно до Розпорядження Кабінету Міністрів України № 717-р «Про визначення адміністративних центрів та затвердження територій територіальних громад Луганської області», увійшло до складу Сорокинської міської громади.
17 липня 2020 року, в результаті адміністративно-територіальної реформи та ліквідації  Сорокинського району, увійшло до складу новоутвореного Довжанського району.

## Населення
За даними перепису 2001 року населення села становило 92 особи, з них 84,78% зазначили рідною мову українську, а 15,22% — російську.

## Економіка
На території села існує два ФГ — «Петрівське» та «Озерне», що спеціалізуються на вирощуванні сільськогосподарських рослин.

## Соціальна сфера
Працює поштове відділення.

## Пам'ятки
- Братська могила радянських воїнів (центральна площа, біля пошти).

## Відомі люди
- Кошель Федір Федорович — Герой Радянського Союзу[4].